# 长白狗舌草
长白狗舌草（学名：Tephroseris phaeantha）为菊科狗舌草属的植物。分布于朝鲜以及中国大陆的吉林等地，生长于海拔2,000米至2,500米的地区，见于多石山坡，目前尚未由人工引种栽培。